# Drosophila narragansett
Drosophila narragansett is een vliegensoort uit de familie van de fruitvliegen (Drosophilidae). De wetenschappelijke naam van de soort is voor het eerst geldig gepubliceerd in 1936 door Sturtevant and Dobzhansky.